# Patrick Ochs
Patrick Ochs (nacido el 14 de mayo de 1984 en Fráncfort del Meno, en la región de Hesse, Alemania) es un futbolista alemán que juega como defensa y se encuentra libre tras acabar contrato con el Wolfsburgo alemán.

## Clubes
| Club                         | País     | Año           |
| ---------------------------- | -------- | ------------- |
| Eintracht Frankfurt          | Alemania | 2004-2011     |
| VfL Wolfsburg                | Alemania | 2011-2012     |
| TSG 1899 Hoffenheim (cedido) | Alemania | 2012- 2013    |
| VfL Wolfsburg                | Alemania | 2013-presente |